# Iezărenii Vechi, Sîngerei
Iezărenii Vechi este satul de reședință al comunei cu același nume  din raionul Sîngerei, Republica Moldova. Satul este amplasat pe malul stâng al râului Ciulucul de Mijloc, la o distanță de 12 km de Sîngerei, 36 km de Bălți și 105 km față de Chișinău.

## Etimologie
Numele satului provine de la apelativul iezer, cu sensul general cunoscut „lac natural”, „lac foarte adânc”, „lac fără mlaștini”, cuvânt foarte vechi în limba română, împrumutat din limba slavă (eзeръ, eзeро – „lac”). Denumirea fixează în partea locului existența unui lac natural de luncă pe șesul văii largi a râului Ciulucul de Mijloc.

## Geografie
Relieful comunei reprezintă o câmpie deluroasă. Satul se află în sud-vestul podișului Ciuluc-Soloneț, cu înălțimi medii. Cea mai înaltă colină din cadrul satului este piscul Gurez care are o altitudine de 258 m.
Din punct de vedere geologic în structura scoarței terestre predomină roci sarmațiene, în principal argile și calcare. Ca și întreg teritoriul al republicii, satul se află într-o zonă seismică activă, în apropierea focarului Vrancea din zona Carpaților de Curbură. Intensitatea maximă posibilă a cutremurilor conform scării Mercalli este de 6 – 7 grade.
În zonă predomină solurile de cernoziom tipice slab humifer. În lunca râului s-au format solurile aluviale tipice. Sunt frecvente procesele de eroziune și alunecările de teren.
Iezărenii Vechi este situat pe malul stâng al râului Ciulucul de Mijloc. Pe cursul Ciulucului de Mijloc s-au construit baraje pentru a forma iazuri destinate pescuitului. La marginea de est a satului se află un afluent mai mic la Ciulucului, care se alimentează din mai multe pârâiașe.
Clima locală are un caracter continental temperat, evidențiind-se cele patru anotimpuri: iarna, primăvara, vara și toamna.

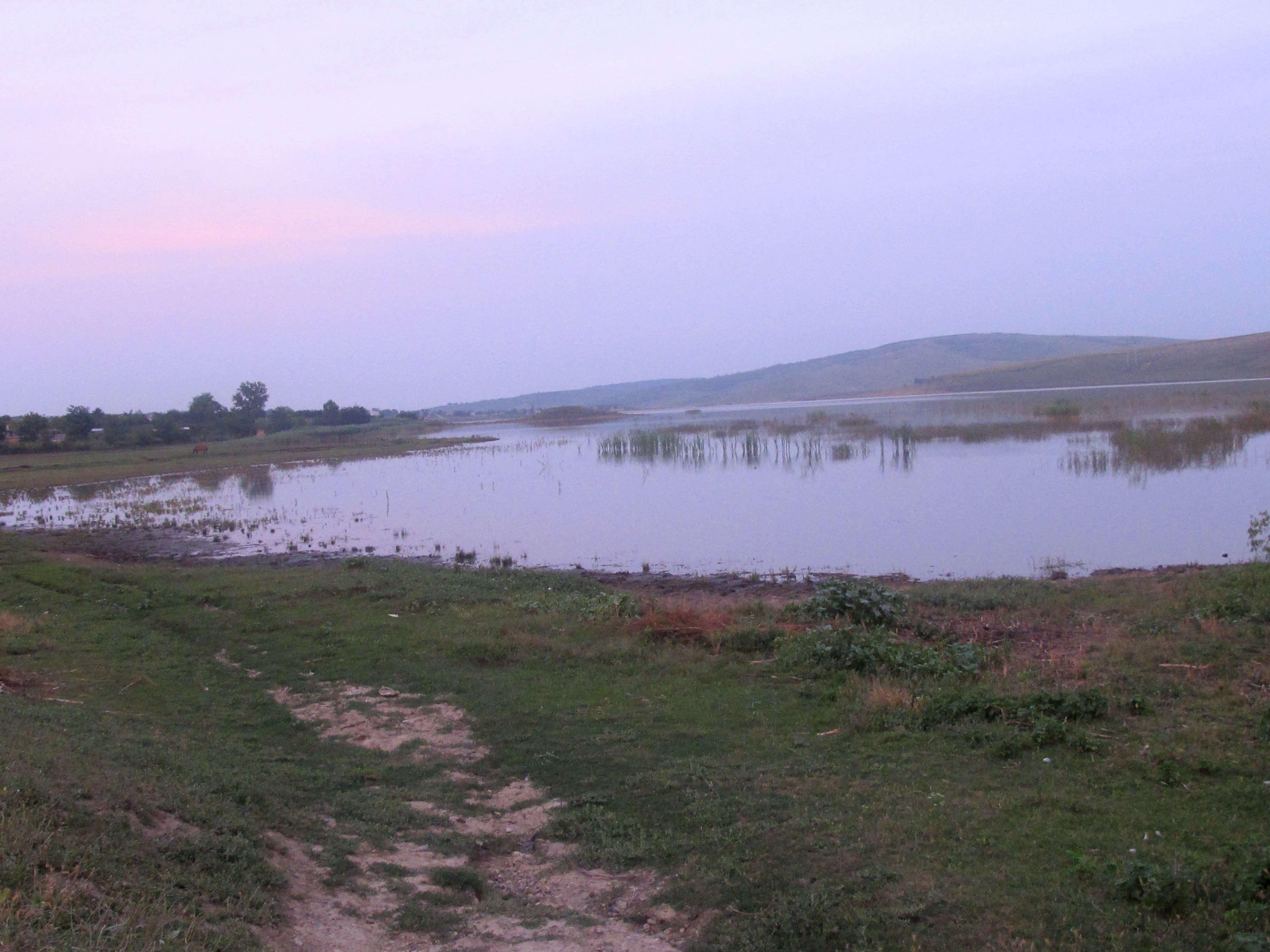
Lacul de acumulare din Iezăreni

Temperatura medie a aerului oscilează vara între +18° și + 30 °C, iar iarna între -3° și -13 °C . Pe întreg parcursul anului predomină vânturile cu direcțiile dinspre nord-vest și nord și, precum și din sud și sud-est. Vânturile nord-vestice sunt cele mai frecvente, predomină în lunile mai – iunie și octombrie. Majoritatea precipitațiilor sunt aduse de aceste mase de aer. Iarna vânturile nordice cauzează apariția viscolului și chiciurei, carcateristice pentru lunile decembrie și ianuarie. Vânturile sud-estice sunt frecvente în lunile iulie – august, aducând ridicarea temperaturii, în unii ani și caniculă. Aceste vânturi, de asemenea, se intensifică și în luna noiembrie.
Presiunea medie anuală este cea generală pe republică – 763 – 764 mm a coloanei de mercur .
Cantitatea medie anuală de precipitații atmosferice este de 500 mm. Suma precipitațiilor atmosferice pentru perioada de vegetație active este de 429 mm. Stratul de zăpadă este de 10 – 25 cm, în unele ierni poate ajunge chiar și la 30 – 50 cm.
Vegetația este reprezentată de plante specifice zonelor de câmpie, cu unele particularități de stepă și silvostepă. Speciile de arbori și arbuști mai răspândite sunt stejarul, carpenul, fagul, frasinul, arțarul, plopul, salcâmul. Flora este bogată și în plante de cultură: cerealiere, legumicole, tehnice, floricole; pomi fructiferi, viță-de-vie .

Fauna o alcătuiesc speciile tipice de câmpie: vulpea, iepurele, țistarul, iar dintre păsări – vrabia, ciocârlia, graurul, pițigoiul, cucul, cioara, potârnichea, prepelița, porumbelul de câmp, ciocănitoarea. Speciile de pești cele mai răspândite, din lacuri și iazuri, sunt crapul, carasul, șalăul, plătica, baboiul, țiparul .

## Istorie

### Date arheologice
Primele așezări umane, descoperite pe teritoriul satului, datează din mileniile XL – XII î. Hr. Dovezile existenței oamenilor în acea epocă constituie unelte din cremene datând din paleolitic. Alte două localități existente prin anii  6000 – 5000 î. Hr. Pe vetrele acestora s-au găsit obiecte de trecere de la mezolitic la neolitic. Pe locul altor trei vetre, din anii 5500 – 5000 î. Hr., s-au descoperit diferite obiecte din cremene, vase de argilă din neolitic etc.
În anii 3500 – 4000 î. Hr. Pe moșia satului se afla o așezare umană, pe vatra căreia s-au descoperit obiecte casnice, mai ales vase din lut din eneolitic, din epoca pietrei și aramei (mileniile IV – III î. Hr). La sfârșitul mileniului II există 2 sate care au fost arse. În epoca romană exista un sat ce fusese distrus în 376 e.n. de către huni.
Îm preajma Iezărenilor Vechi sunt 4 tumuli - morminte ale nomazilor, protejate de stat .
După întemeierea Țării Moldovei, aici au luat ființă 4 sate care au dăinuit până la sfârșitul secolul XVII, apoi un singur sat până la sfârșitul secolului XVIII.

### Atestare documentară
Nu se cunoaște cu exactitate data întemeierii localității și sunt puține documente din istoria timpurie a localității.  
În îndreptarul bibliografic al localităților Moldovei, Vladimir Nicu indică data de 25 martie 1523 (dată preluată și de alții), cu referire la un uric unde se menționează un sat cu numele Ivereni. Savantul Vl. Nicu identifică satul Ivereni cu Iezărenii Vechi, dar analiza reperelor geografice specificate în document nu demonstrează această ipoteza. Satul Ivereni apare în uricul semnat de domnul Moldovei Ștefan cel Tânăr prin care îi întărește lui Sima Dușăscul și rudelor sale câteva sate: „7031 <1523> Martie, 25. Suret de pe ispisocul domnului Ștefan voievod, tălmăcit de dascălul Evloghii, prin care întărești lui Sima Dușăscul și fratelui lui, Toma și sora lor Onța, ficiorii Oanii Dușăscului și mătușii lor și surorilor ei, Malea și Stana, surorile Oanii Dușăscului , pre a lor drepte ocini, dintru a lor drept uric și dires, ce au avut moșul lor Vlad Dolhici dela Alixandru și Ștefan voievod, pe satul anume Dolheștii pe Crasna și Iverenii peste Prut, la obârșia Sărății și o săliști, anume Vizdita pe Sărata și loc de prisacă în poiană, și în obârșia Crasnii loc de moară și la obârșia Crăsnișoarii loc de prisacă”. Deci, după cum reiese din document, satul Ivereni este amplasat la izvorul râului Sărata din podișul Codrilor, în prezent amonte de satul Sărata-Galbenă, raionul Hîncești. În acest caz, așezarea Ivereni este diferită de Iezărenii Vechi din podișul Ciulucurilor.
Dicționarul statistic al Basarabiei afirmă că Iezărenii Vechi a fost întemeiat în anul 1673 (aproximativ), iar Enciclopedia Sovietică Moldovenească ne spune că fost fondat în secolul XVII, însă și aceste dăți urmează a fi demonstrate cu documente autentice. 
Actele cancelariei domnești din secolele XVI-XVII consemnează două localități cu nume asemănătoare în Moldova, dar în dreapta Prutului: Ezăreni (Ezareanii) în ținutul Hârlău, dăruit Mănăstirii Sfântul Ilie (în prezent comasat cu Hodora, județul Iași) și Iezăreni (Iezereni, Izireni, Ezireni, Ezăreni, Ezereni) din ținutul Cârligăturii, în hotar cu satele Cornești și Găureni, aflat în posesia Mânăstirii Socola (în 1968 comasat cu satul Horpaz, județul Iași, vezi lacul Ezăreni).
Prima mențiune certă a satului Iezărenii Vechi apare în cadrul recensământului din anii 1772-1773, în darea de seamă prezentată la data de 4 martie 1773 (ortografiat - Izareni).
În 1773 este atestat în Ocolul de peste Prut, ținutul Iași.
În 1794 în Iezăreni a fost construită bisericuță din lemn.

### Perioada țaristă
În anii 1812 – 1821 moșia Iezăreni se află în posesia comerciantului ieșian Ioan Matei care avea 2 iazuri, 2 mori, 3 livezi și 5 vii. La recensământul oficial din 1859 s-a înregistrat o populație de 623 persoane. La începutul sec. XX în Iezărenii Vechi (numiți pe atunci Izereni) erau 72 de case cu o populație de 589 suflete. Încă din acea perioadă în apropierea satului era un heleșteu - lac amenajat pentru creșterea peștilor. Țăranilor le revenea 648 de desetine de pământ. Pe moșia satului existau vii și livezi.

### Perioada românească
Limba maternă a populației, 1930
     Limba română (98,5%)
     Limba rusă (0,5%)
     Alte limbi (1%)
După unirea Basarabiei cu România, datorită reformei agrare din 1922, 155 de țărani au fost împroprietăriți cu 641 ha de pământ moșieresc. După Primul Război Mondial și până la cedarea Basarabiei în 1940 (conform Recensământului din 1930) Iezărenii Vechi (sub denumirea de Ezerenii-Vechi) erau incluși în Plasa Slobozia Bălți, județul Bălți iar după desființarea Plasei Slobozia Bălți se găsește în Plasa Sângerei . 

În 1924 se construiește o biserică care în prezent are statut de monument arhitectural .
În 1928 activau 3 băcănii (deținute de Rappaport Șlioma, Ungureanu Gheorghe, Yaisman Saia), Cooperativa agricolă „Clopotul de Aur”, 1 fierar (Gaboră Constantin) 1 moară cu motor (Bistrojițchi Iosif) și 1 treerătoare (Bistorjițchi Iosif), 1 biserică ortodoxă și 1 școală primară.
La recensământul general al populație din 1930, au fost înregistrați 923 locuitori, inclusiv: 914 români, 1 rus, 4 polonezi și 4 evrei. Din punct de vedere lingvistic, 909 persoane au indicat limba română, 5 pers. - limba rusă, 1 pers. - limba ucraineană, 4 pers. - limba poloneză și 4 pers. - limba idiș.
În timpul celui de al Doilea Război Mondial și din cauza foamei generate de fiscalitatea excesivă a sovieticilor populația satului s-a redus cu peste 300 de locuitori. Din 1941 și până în 1944 Iezărenii Vechi fac parte din Plasa Bălți, Plasa Sângerei fiind desființată.

### Perioada sovietică
În perioada regimului comunist în Iezărenii Vechi era localizat sediul colhozului „Serghei Lazo”. Populația și activitatea economică este caracterizată printr-o creștere. Astfel în 1969 producția globală constituia 1,1 mln ruble sovietice, cea mai mare parte revenid pomiculturii și viticulturii – 345 mii ruble, fiind urmate de creșterea animalelor – 295 mii ruble; cultura plantelor tehnice – 283 mii ruble; cultura cerealelor – 162 – mii ruble. Venitul net în bugetul satului în 1969 era de 244 mii ruble. În 1970 în Iezărenii Vechi locuiau 1555 persoane . Din punct de vedere administrativ satul este inclus în Raionul Lazovsc.
La recensământul din 1979, numărul locuitorilor constituia 1 828 de persoane, iar la cel din 1989 – 1 636.
Populația satului Iezărenii Vechi nu a susținut referendumul unional cu privire la păstrarea Uniunii Sovietice. 

### Perioada actuală
După declararea independenței Republicii Moldova pământul a fost reîntors țăranilor. Raionul Lazovsc, ce includea Iezărenii Vechi, este redenumit în Sângerei. Unitatea administrativă este păstrată până în 1998, când are loc formarea județelor, și reînființată prin reforma administrativă din 2001. În perioada existenței județelor, Iezărenii Vechi făceau parte din județul Bălți.
În 2011, alegerile locale pentru funcția de primar s-au desfășurat în 2 tururi. Rezultatele primului tur sunt: Chisaru Viorica (PLDM) - 31,09%, Buceațchi Victor (PD) - 30,85%, Ursachi Sergiu (PCRM) - 21,27 % și Moraru Iurie (PL) - 16,79%. Turul doi a fost câștigat de către Buceațchi V. acumulând 55,91% din voturi.
În primul tur au participat la alegeri 62,62%, iar în turul doi - 58,8% din numărul de 1281 de alegători incluși în liste.
Numărul mandatelor în consiliul local este de 11 și în urma alegerilor au fost repartizate în felul următor: PLDM, PDM și PCRM câte 3 mandate, PL - 2 mandate.

## Simboluri
Stema și drapelul satului Iezărenii Vechi au fost aprobate prin decret prezidențial din 4 martie 2024.
Blazonarea: În câmp de aur, un huhurez mic (Strix aluco), natural, ciocat și membrat roșu, stând cu laba stângă pe un deal verde ieșind din talpa ondulată a scutului și ținând în laba dreaptă trei săgeți de azur, una în pal și două răsturnate și încrucișate în săritoare, totul flancat de două fire de papură (Typha latifolia), naturale, crescând din valurile tălpii scutului.
Talpă ondulată și fasciată ondulat de șase piese, de azur și de argint. Scutul timbrat de o coroană sătească de aur.
Drapelul reprezintă o pânză pătrată galbenă, cu o talpă (1/4 h) tăiată în două brâie, albastru și alb, și purtând în mijlocul câmpului galben un huhurez mic, natural, ciocat și membrat roșu, stând cu laba stângă pe un deal verde ieșind din talpă și ținând în laba dreaptă trei săgeți albastre, una în pal și două răsturnate și încrucișate în săritoare.

## Populație
Români (98,23%)
     Ucraineni (1,43%)
     Ruși (0,2%)
     Alte etnii (0,14%)
La 1930 Iezărenii Vechi se aflau în județul Bălți, plasa Slobozia Bălți și avea o populație 923 persoane.
Conform ultimului recensământ din 2004, în satul Iezărenii Vechi locuiesc 1883 de oameni, dintre care 49,23% (927 pers.) fiind bărbați, iar 50,77% (956 pers.) femei. Structura etnică a populației în cadrul satului arăta astfel: 98,25% (1829 pers.) - români; 1,43% (27 pers.) – ucraineni; 0.21% (4 pers.)  - ruși; 0,05% (1 pers.) - polonezi, 0.05% - alte etnii.
Iezărenii Vechi - evoluția demografică

|  | Graficele sunt indisponibile din cauza unor probleme tehnice. Mai multe informații se găsesc la Phabricator și la wiki-ul MediaWiki. |

Date: Recensăminte sau birourile de statistică - grafică realizată de Wikipedia

## Social
În Iezărenii Vechi copii își efectuează studiile la un gimnaziu. În prezent, gimnaziul este frecventat de circa 300 de elevi. După absolvirea celor 9 clase, elevii pleacă la liceele din satele învecinate sau din Sângerei. Gimnaziul a fost renovat și dat
în exploatare la 30 ianuarie 2001, fiind investiți circa 500 mii $. Renovarea se datorează Asociației tinerilor și Asociației părinților și educatorilor din localitate, cu suport financiar de la Fondului de Investiții Sociale din Moldova. Datorită acestui contract, sala de sport a fost dotată cu echipament, au fost îmbogățite fondurile bibliotecii.
De asemenea există o grădiniță pentru preșcolari. Din bugetul local, (39,5 mii lei)  la grădinița a fost reconstruit sistemul de apă și canalizare. Biblioteca publică din sat are un fond de câteva mii de cărți. Oficiul poștal din sat a fost renovat în 2010, reprezentând un nou tip de OP cu o calitate înaltă de deservire a clienților. Ocrotirea sănătății populație este asigurată de un Centru al Medicilor de Familie, modernizat în 2013. Cu suportul SA ”Moldova Gaz” în anul 2008 a avut loc gazificarea comunei.
Satul posedă o echipă de fotbal -  FC Steaua Iezărenii Vechi - care activ participă la Campionatului raionului Sângerei, ocupând locul I în anul 2014.